# Kempten (Allgäu) Hauptbahnhof
Kempten (Allgäu) Hauptbahnhof (bahnamtlich Kempten (Allgäu) Hbf) ist ein Eisenbahnknoten im Süden Bayerns in der Stadt Kempten (Allgäu). Er liegt an der Bahnstrecke Buchloe–Lindau und ist Ausgangspunkt der Bahnstrecken nach Neu-Ulm und nach Pfronten-Steinach. Der erste Kemptener Bahnhof entstand 1852 als innenstadtnaher Kopfbahnhof; 1969 wurde er durch einen Durchgangsbahnhof an anderer Stelle ersetzt. Der Altbau wurde wenige Jahre nach der Stilllegung abgerissen. Im Osten der Stadt liegt zudem der Bahnhof Kempten (Allgäu) Ost.

## Geschichte

### Kopfbahnhof zwischen 1852 und 1969

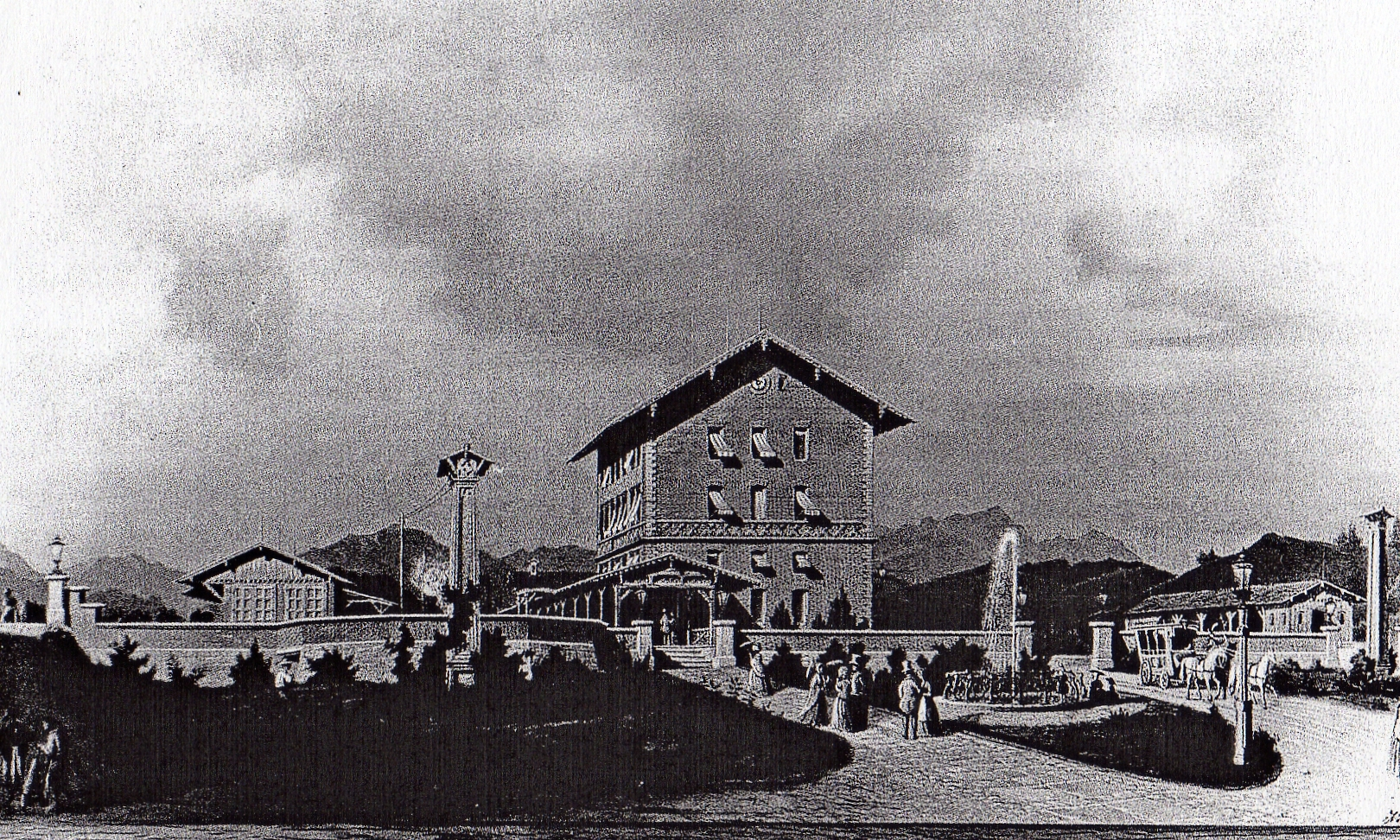
Der erste Kemptener Bahnhof (Zeichnung von 1854)

Der erste Kemptener Bahnhof entstand beim Bau der Ludwig-Süd-Nord-Bahn, die am 1. April 1852 zwischen Kaufbeuren und Kempten eröffnet und am 1. Mai 1853 von Kempten nach Immenstadt verlängert wurde. Da einerseits der Bahnhof möglichst nahe am Stadtzentrum liegen sollte, andererseits eine Querung des tief eingeschnittenen Illerdurchbruchs mit vertretbarem Aufwand erst an einer Engstelle ein Kilometer südlich der Stadt möglich war, entstand ein Kopfbahnhof, der sowohl dem Personen- als auch dem Güterverkehr diente. 1853 war der Bahnhof mit einem als „Administrationsgebäude“ bezeichneten Haus, einem überdachten Hausbahnsteig, einer Einsteighalle und einem Güterschuppen ausgestattet. Das „Administrationsgebäude“ besaß drei Vollgeschosse und ein Mezzanin; das flachgeneigte Pfettendach griff die traditionelle Bauweise des Voralpenlandes auf. Der „ungewöhnlich hochgestelzte Baukörper“ war typisch für viele Zweckbauten aus der Anfangszeit der industriellen Revolution.

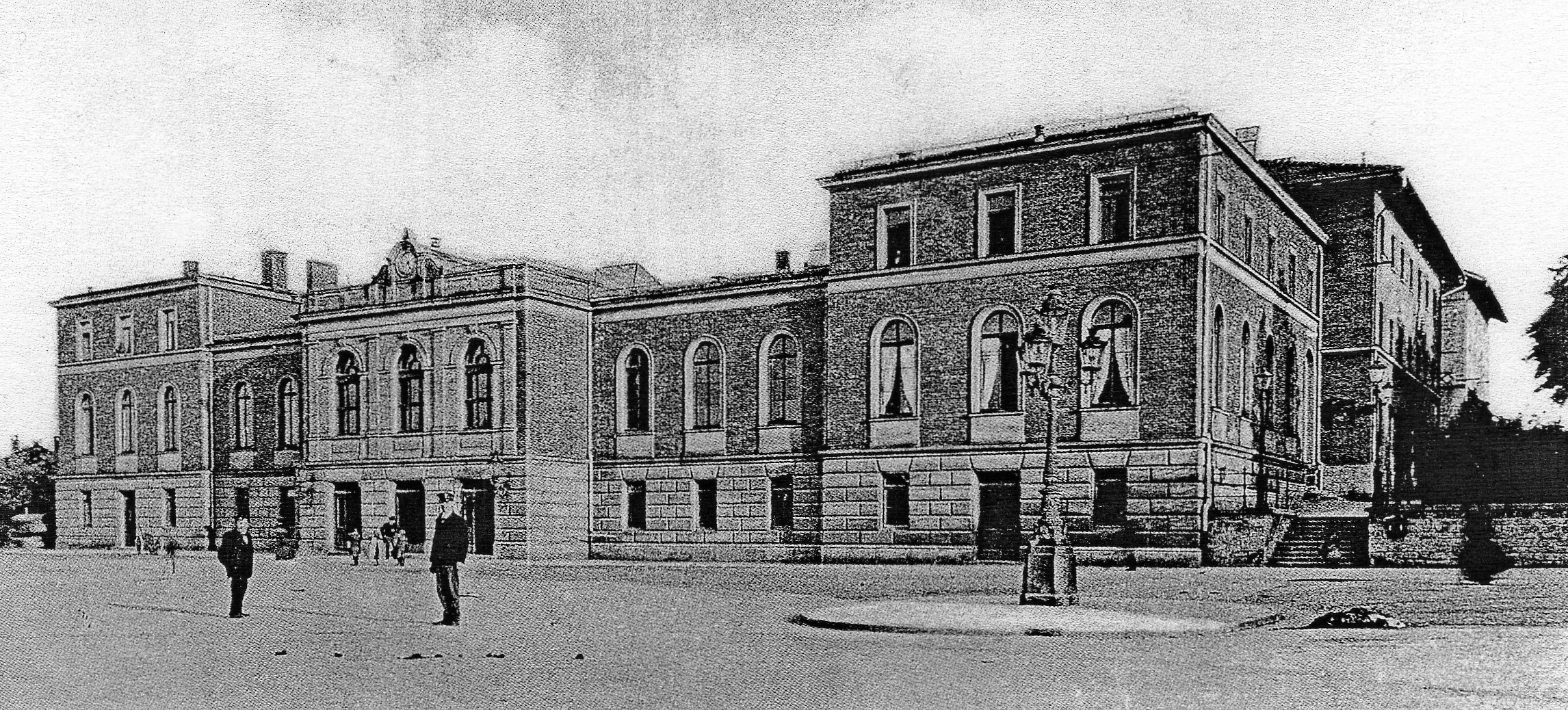
Empfangsgebäude des Kemptener Kopfbahnhofs von 1888. Die gegliederte Fassade war aus Backstein.

Die Inbetriebnahme der Illertalbahn nach Neu-Ulm am 1. Juni 1863 und die starke Zunahme des Verkehrs führten 1869 zu ersten Umbauten der Bahnsteig- und Gleisanlagen. Zwischen 1885 und 1888 gestalteten die Königlich Bayerischen Staatseisenbahnen den Bahnhof wesentlich um. Am 9. November 1888 wurde das neue, im Stil der Neorenaissance gehaltene Empfangsgebäude eröffnet, das über eine geräumige Eingangshalle, drei Wartesäle und ein Fürstenzimmer verfügte. Ein Gepäckaufzug verband die Gepäckausgabe mit den drei Bahnsteigen und fünf Gleisen. Da die hochaufragenden Vorgängerbauten erhalten blieben, wurden die Seitenflügel des Empfangsgebäudes dreigeschossig ausgeführt, um die Altbauten aus der Perspektive des Bahnhofsvorplatzes zu verdecken. Der Mittelbau war zweigeschossig. Die Eröffnung der Außerfernbahn nach Pfronten am 1. Dezember 1895 und der Strecke nach Isny am 15. Oktober 1909 führten zu weiteren Veränderungen des Bahnhofs.

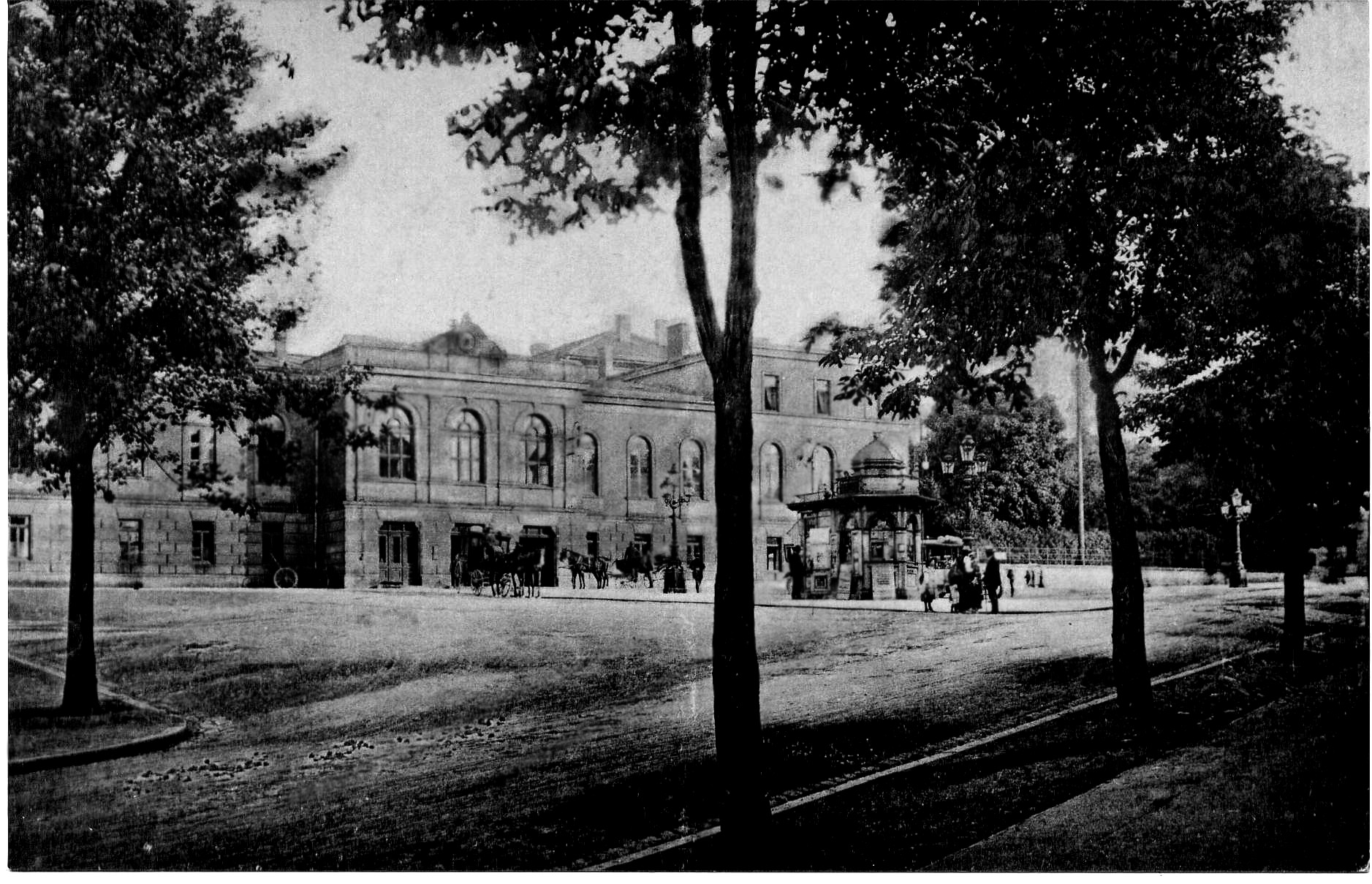
Kutschen am alten Bahnhof in Kempten, zu sehen ist hier auch der Kiosk.

Am 1. Juli 1907 ging die Kemptener Umgehungsbahn in Betrieb, die den Kopfbahnhof vom Durchgangsverkehr, insbesondere von Güterzügen, entlasten sollte. Die Umgehungsbahn verband die Strecken aus Neu-Ulm, Buchloe und Pfronten direkt mit der Strecke nach Lindau. Für die Umgehungsbahn wurde eine neue Brücke über die Iller errichtet; die Bogenbrücke aus Stampfbeton hat eine Länge von 155 Meter und ein Hauptgewölbe mit einer lichten Weite von 64,5 Meter, das den Fluss in einer Höhe von 33 Metern überspannt. Nördlich der Brücke der Umgehungsbahn wurden als Zufahrt zum Kopfbahnhof zwei weitere Stampfbetonbrücken gebaut; die zuvor genutzte König-Ludwig-Brücke, eine Fachwerk-Holzkonstruktion, wurde zur Straßenbrücke. Längs der Umgehungsbahn entstand ein Rangierbahnhof. Dieser diente der Bildung von Güterzügen aus Bayern und den nordöstlich gelegenen Nachbarländern Richtung Bodensee, Schweiz und Südwesteuropa; er hatte eine Leistungsfähigkeit von 1200 Güterwagen pro Tag. Zugleich wurde das Bahnbetriebswerk vom Kopfbahnhof zum etwa zwei Kilometer weiter südlich gelegenen Rangierbahnhof verlegt. Der Rangierbahnhof verlor 1933 seine überregionale Bedeutung, da die Ferngüterzüge über die neu elektrifizierte Bahnstrecke Augsburg–Ulm geleitet wurden und fortan die steigungsreiche Verbindung Buchloe–Lindau mieden.

Streckenkarte von 1944

Ab 1912 wurden einzelne Durchgangszüge über die Umgehungsbahn geführt; ab dem Winterfahrplan 1925/26 galt dies für alle. Statt im Hauptbahnhof hielten die Züge im hierfür eingerichteten Haltepunkt Kempten-Hegge, von wo Pendelzüge, zuletzt Schienenbusse, zum 3,6 Kilometer entfernten Hauptbahnhof verkehrten.
In den 1960er-Jahren wurde der Kemptener Hauptbahnhof von täglich rund 10.000 Reisenden frequentiert, wovon 40 % auf den Durchgangsverkehr, 20 % auf den Umsteigeverkehr und 40 % auf den Ortsverkehr entfielen. Pro Tag verkehrten 200 Reise- und 42 Güterzüge. Zudem passierten pro Woche 26 Turnussonderzüge im Ferienverkehr mit 5.000 bis 7.000 Fahrgästen den Bahnhof.
An den alten Bahnhof erinnern mehrere im Jahr 2013 aufgestellte Hinweistafeln (Historischer Eisenbahnpfad Kempten) mit Bildern und historischen Daten auf der heute neu bebauten Fläche des alten Kopfbahnhofs.

### Durchgangsbahnhof ab 1969

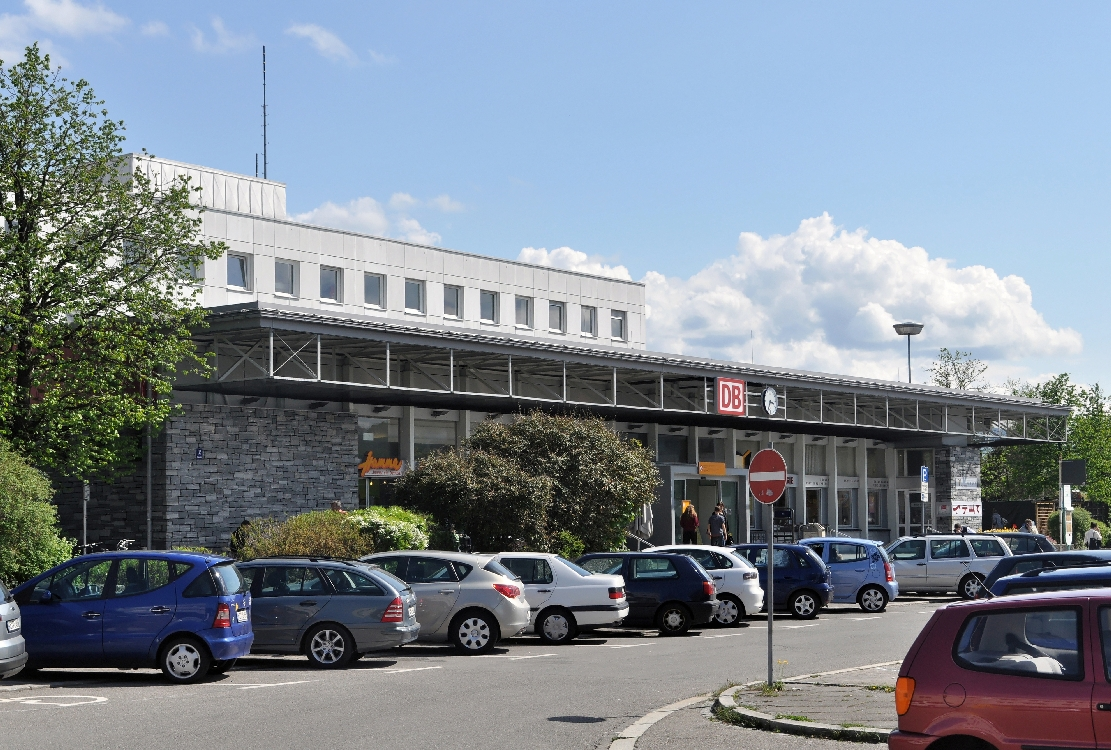
1969 fertiggestelltes Empfangsgebäude

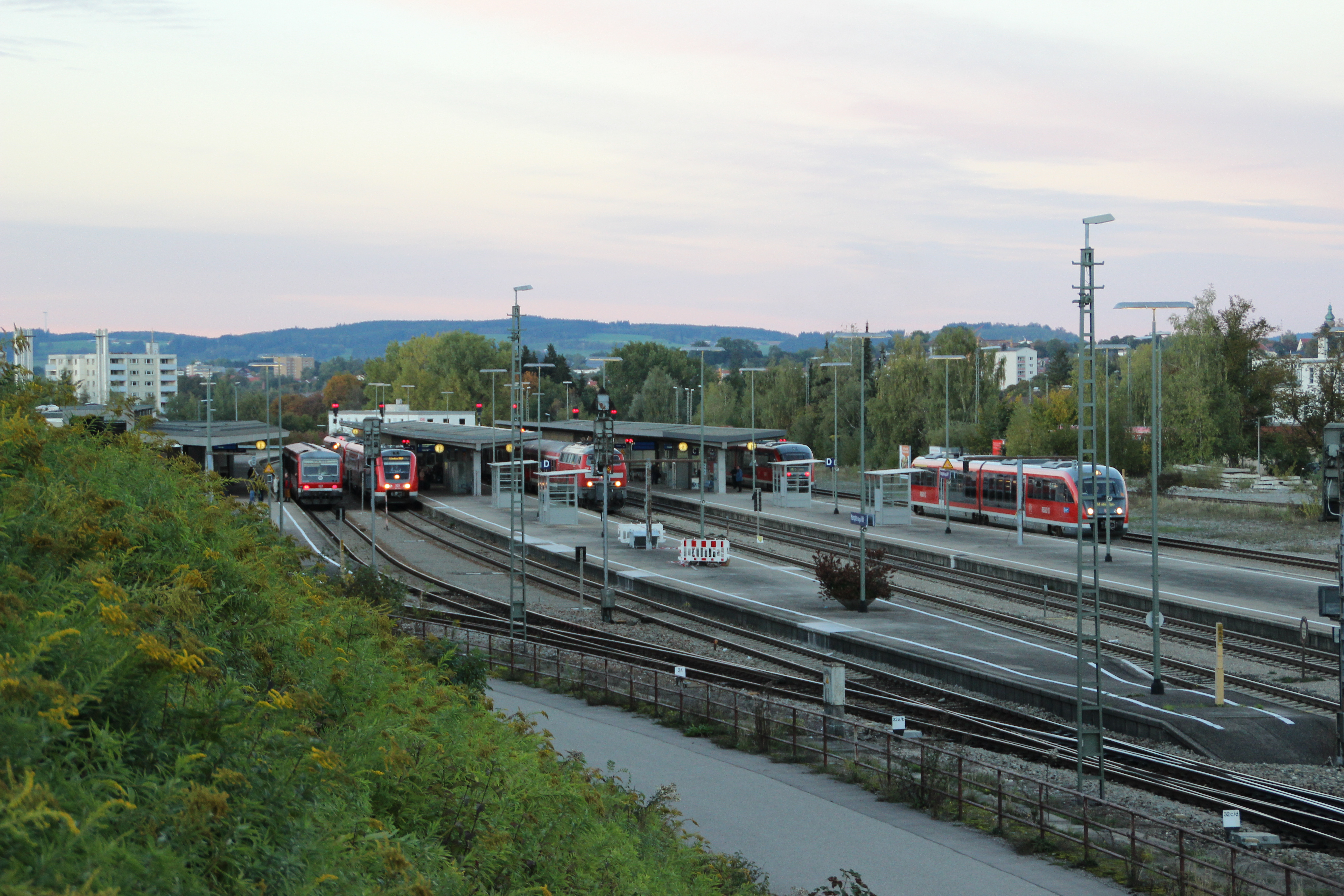
Bahnsteige des 1969 eröffneten Hauptbahnhofs

1961 wurde eine grundlegende Umgestaltung der Kemptener Bahnanlagen beschlossen. Wirtschaftlichkeitsuntersuchungen ergaben, dass der Neubau eines Durchgangsbahnhofs zwar doppelt so hohe Investitionen wie die Sanierung des Kopfbahnhofs erforderte, aber eine erhebliche Senkung der Betriebsführungskosten zur Folge haben würde. Die Stadt Kempten versprach sich von der Bahnhofsverlegung eine Verbesserung der komplexen Verkehrsverhältnisse in der Innenstadt. Als günstigster Standort für den neuen Bahnhof erwies sich das bisher für die Ausfahrgruppe des Rangierbahnhofs genutzte Gelände ungefähr ein Kilometer südlich des Kopfbahnhofs. Die Zulaufstrecken konnten dabei dem bisherigen Verlauf der Umgehungsbahn folgen. Um das Projekt finanzierbar zu halten, sollte die Illerbrücke der Umgehungsbahn weiter genutzt werden.
1965 begannen die Bauarbeiten. Insgesamt wurden 300.000 m³ Erde bewegt und 34 Kilometer Gleis sowie 180 Weicheneinheiten neu verlegt. Laut Rahmenplanung sollte der Personenbahnhof vier Bahnsteige mit sieben Gleisen umfassen; dabei wurde auf den Bau des vierten Bahnsteigs vorerst verzichtet, weil er für das damalige Verkehrsaufkommen nicht notwendig war. Das Empfangsgebäude entstand westlich der Bahnsteige, bei den Planungen wurde von 1500 Fahrkartenverkäufen pro Tag und der Abfertigung von 8,5 Tonnen Gepäck ausgegangen. Das Gebäude, ein viergeschossiger Bau mit 14.000 m³ umbautem Raum, nahm auch die Generalvertretung der Deutschen Bundesbahn (DB), das Betriebs- und Maschinenamt sowie eine Gaststätte mit 85 Sitzplätzen auf. Besondere Bedeutung wurde der sieben Meter breiten Unterführung zu den Bahnsteigen beigemessen; erstmals bei der DB entstand ein gemeinsames Bauwerk für den Gepäcktransport und die Reisenden. Der Bahnhofsvorplatz mit Parkplätzen, Bushaltestellen und einem Taxistand wurde kreuzungsfrei an den Mittleren Ring angeschlossen; nördlich des Platzes entstand ein neues Dienstgebäude der Deutschen Bundespost. Ein zentrales Spurplan-Drucktastenstellwerk, südlich des Empfangsgebäudes angeordnet, ersetzte elf alte Stellwerke.
Das östlich des Personenbahnhofs gelegene Betriebswerk wurde nach der Umstellung von Dampf- auf Dieseltraktion in seinem Umfang erheblich reduziert. Die beiden Ringlokschuppen mit zusammen 45 Ständen wurden abgerissen. Erhalten blieb eine 1938 erbaute Halle, die bislang der Unterbringung von Triebwagen gedient hatte; ebenso eine Ausbesserungshalle für Reise- und Güterzugwagen, in der 1968 13.800 Wagen instand gesetzt wurden. Ende der 1960er Jahre war das Bahnbetriebswerk Einsatzstelle für 95 Dieseltriebfahrzeuge, darunter 20 Schienenbusse und 20 Kleinlokomotiven. 1950 waren in Kempten 55 Dampflokomotiven beheimatet gewesen. Durch den Traktionswandel sank die Zahl der im Betriebswerk Beschäftigten von 269 auf 170 Personen.
Nach der Inbetriebnahme des Personenbahnhofs am 28. September 1969 entstand östlich des Betriebswerks eine neue Ortsgüteranlage, bestehend aus zwei Freiladegleisen und einer Güterhalle, die für die Behandlung von 110 Tonnen Stückgut pro Tag dimensioniert war. Zudem wurden eine Umsetzanlage für Straßenroller und ein Umschlagplatz für Container errichtet.
Insgesamt kostete die 1972 beendete Umgestaltung des Bahnhofs 39,7 Millionen DM. Hiervon übernahm die Stadt Kempten 4,1 Millionen DM; das Land Bayern beteiligte sich an der Finanzierung durch einen zinsgünstigen Kredit an die DB über 21 Millionen DM. Beim Verkauf der durch die Aufgabe des Kopfbahnhofs freiwerdenden Fläche von 10,1 Hektar erzielte die DB einen Erlös von 7,4 Millionen DM.
Der alte Kopfbahnhof wurde abgerissen; der Haltepunkt Kempten-Hegge („Kempten bei Hegge“) wurde nach Inbetriebnahme des neuen Hauptbahnhofs ebenfalls geschlossen. Wo früher das Bahnhofsgelände war, befinden sich in der Gegenwart ein Schulkomplex (Berufsschulen, Fach- und Berufsoberschule, Wirtschaftsschule) sowie seit 2003 ein Einkaufszentrum (Forum Allgäu) und die Veranstaltungshalle BigBOX Allgäu. Eine alte Treibachse erinnert an die ehemalige Bahnhofsausfahrt; ebenso haben sich Namen wie Bahnhofsapotheke und Bahnhofshotel am früheren Standort des Kopfbahnhofs erhalten. Die Illerbrücke der Bahnhofszufahrt wurde zur Straßenbrücke umgerüstet; die zuvor als Straßenbrücke genutzte König-Ludwig-Brücke wurde für Radfahrer und Fußgänger umgebaut.
2005 wurden Sanierungen am Durchgangsbahnhof beendet.
Seit der Fertigstellung der Elektrifizierung der Verbindung über Memmingen verkehren die Fernverkehrszüge zwischen München und Zürich, von denen bis Dezember 2020 täglich ein Zugpaar über Kempten fuhr, ausschließlich über Memmingen.

## Infrastruktur
Von den Bushaltestellen auf dem Vorplatz des Hauptbahnhofs verkehren verschiedene Buslinien der Verkehrsgemeinschaft Kempten in die Innenstadt und die umliegenden Gemeinden und Städte. Das Bahnhofsgebäude wurde 2008 renoviert und modernisiert. Es beherbergt drei Fahrkartenschalter und fünf Fahrkartenautomaten. Ebenso haben sich diverse Geschäfte in den Nebenräumen eingemietet. Der Haupteingang erfolgt von Westen her, wo sich auch die Bus- und Taxianbindung befindet. Dort gibt es auch Parkmöglichkeiten. Östlich der Bahnsteige befinden sich Dauerparkplätze, von denen ein direkter Zugang zur Bahnsteigunterführung möglich ist.

## Gleise
Die Gleise des Hauptbahnhofes Kempten werden planmäßig wie folgt genutzt:
| Gleis | Länge in m | Höhe in cm | Verkehrsart          | Richtung                       |
| ----- | ---------- | ---------- | -------------------- | ------------------------------ |
| 1     | 330        | 38         | Nahverkehr           | Immenstadt / Memmingen         |
| 2     | 417        | 38         | Nah- und Fernverkehr | Memmingen, Buchloe (nur RE79)  |
| 3     | 417        | 38         | Nah- und Fernverkehr | Immenstadt, Buchloe (nur RE79) |
| 4     | 439        | 38         | Nah- und Fernverkehr | Buchloe / Memmingen            |
| 5     | 439        | 38         | Nahverkehr           | Pfronten-Steinach              |

## Bedienung
Folgende Linien bedienen den Kemptener Hauptbahnhof:
| Linie       | Verlauf                                                                       | Verlauf                                                                       | Taktfrequenz                             | Eingesetzte Fahrzeuge                                                    |
| ----------- | ----------------------------------------------------------------------------- | ----------------------------------------------------------------------------- | ---------------------------------------- | ------------------------------------------------------------------------ |
| RE7 · RE17  | (Nürnberg –) Augsburg – Buchloe – Kaufbeuren – Kempten – Immenstadt –         | Hergatz – Lindau-Reutin – Lindau-Insel                                        | zweistündlich 2 Zugpaare ab/bis Nürnberg | 2–3× BR 612 (nach Nürnberg wird ein weiterer Teil in Augsburg angehängt) |
| RE7 · RE17  | (Nürnberg –) Augsburg – Buchloe – Kaufbeuren – Kempten – Immenstadt –         | Sonthofen – Oberstdorf                                                        | zweistündlich 2 Zugpaare ab/bis Nürnberg | 2–3× BR 612 (nach Nürnberg wird ein weiterer Teil in Augsburg angehängt) |
| RE70 · RE76 | München – Kaufering – Buchloe – Kaufbeuren – Kempten – Immenstadt –           | Hergatz – Lindau-Reutin – Lindau-Insel                                        | zweistündlich                            | 2–4× BR 612                                                              |
| RE70 · RE76 | München – Kaufering – Buchloe – Kaufbeuren – Kempten – Immenstadt –           | Sonthofen – Oberstdorf                                                        | zweistündlich                            | 2–4× BR 612                                                              |
| RB73        | Kempten – Pfronten-Ried – Pfronten-Steinach                                   | Kempten – Pfronten-Ried – Pfronten-Steinach                                   | stündlich                                | BR 633                                                                   |
| RE75        | Ulm – Illertissen – Memmingen – Kempten – Immenstadt – Sonthofen – Oberstdorf | Ulm – Illertissen – Memmingen – Kempten – Immenstadt – Sonthofen – Oberstdorf | stündlich                                | 1–2× BR 633                                                              |
| RE79        | (Augsburg – Bobingen –) Buchloe – Kaufbeuren – Kempten                        | (Augsburg – Bobingen –) Buchloe – Kaufbeuren – Kempten                        | stündlich                                | BR 633                                                                   |
| RB94        | Kempten – Immenstadt – Oberstaufen – Hergatz (– Lindau-Insel)                 | Kempten – Immenstadt – Oberstaufen – Hergatz (– Lindau-Insel)                 | einzelne Züge                            | 1× BR 633                                                                |

Schienenpersonenfernverkehr:
- IC 2012 Oberstdorf – Kempten – Ulm – Stuttgart – Dortmund
- IC 2013 Dortmund – Stuttgart – Ulm – Kempten – Oberstdorf
- IC 2084 Oberstdorf – Kempten – Augsburg – Hannover – Hamburg-Altona
- IC 2085 Hamburg-Altona – Hannover – Augsburg – Kempten – Oberstdorf